# لا سوفریر
لا سوفریر (انگلیسی: La Soufrière) قله‌ای آتشفشانی در جزیره سنت وینسنت کشور سنت وینسنت و گرنادین‌ها واقع در کارائیب است. این قله، بلندترین نقطه جزیره و کشور است.
این کوه آتشفشانی در ارتفاع ۱۱۷۸ متری از سطح زمین واقع است. پنج فوران در تاریخ فعالیت این کوه آتشفشانی در سال‌های ۱۷۱۸، ۱۸۱۲، ۱۸۱۴، ۱۹۰۲، ۱۹۰۳ و ۱۹۷۹ ثبت شده‌است.
روز جمعه ۲۰ فروردین ۱۴۰۰ (۹ آوریل ۲۰۲۱) برای نخستین بار پس از چهل سال، کوه آتشفشان لاسوفریر در جزیره سنت وینسنت فعال شد و ستونی به ارتفاع ۶ هزار متر از دود و خاکستر از آن برخاست. شدت فوران و ارتفاع و گستره آن به حدی بود که در سنت وینسنت و همسایه شرقی این کشور یعنی باربادوس، باران خاکستر بارید و روی خانه‌ها و خودروها را لایه عظیمی از دود پوشاند.‎